# Mečislav Gryb
Mečyslav Ivanavič Gryb (bělorusky Мечыслаў Іванавіч Грыб; * 25. září 1938) je běloruský politik. Byl jedenáctým předsedou Nejvyššího sovětu Běloruska, od 28. ledna 1994 do 10. ledna 1996. Tato funkce představovala, v době, kdy ji převzal, hlavu státu (de facto prezidenta). Z této pozice také Gryb a Nejvyšší sovět schválili 4. června 1994 novou ústavu Běloruska. Ta zaváděla nový úřad prezidenta republiky, který roli hlavy státu převzal. Gryb tak přestal být hlavou státu 20. července 1994, kdy se funkce prezidenta ujal vítěz prezidentských voleb Alexandr Lukašenko. Zůstal ovšem předsedou Nejvyššího sovětu, později se stal předsedou parlamentu. Je v opozici vůči Lukašenkově vládě a je politikem sociální demokracie (Беларуская сацыял-дэмакратычная партыя (Грамада́).